# Italia en el Centro
Italia en el Centro (en italiano: Italia al Centro, abreviado IaC) es un partido político liberal-conservador de Italia liderado por Giovanni Toti.

## Historia
En agosto de 2019, el presidente de Liguria Giovanni Toti abandonó su antiguo partido Forza Italia (FI), y fundó ¡Cambiemos! (C!).
En mayo de 2021, C! fue miembro fundador de un nuevo partido conjunto llamado Coraje Italia (CI), cuyos principales líderes eran Toti y Luigi Brugnaro, alcalde de Venecia.
En menos de un año, CI, que no había conseguido un apoyo sustancial entre los votantes según las encuestas, sufrió una crisis interna. Por un lado, Toti quería formar una alianza con el partido Italia Viva (IV) de Matteo Renzi, y lanzó Italia en el Centro (IaC); por otro lado, Brugnaro rechazaba la política del establishment, y quería seguir formando parte de la coalición de centroderecha. En febrero de 2022, el subgrupo de CI dentro del grupo mixto, que antes se llamaba "IDeA-¡Cambiemos! -Europeístas", pasó a llamarse "Italia en el Centro". El 28 de abril de 2022, IaC se constituyó oficialmente.
Durante una reunión de la dirección nacional en mayo de 2022, se aprobó un estatuto provisional de IaC y se nombraron los coordinadores regionales y una secretaría, suplantando por completo a ¡Cambiemos! También en mayo, los senadores Francesco Mollame y Ugo Grassi se unieron a IaC.
En las elecciones municipales de 2022, CI e IaC se presentaron por separado en la mayoría de los lugares. CI sólo obtuvo resultados relevantes en Véneto, la región natal de Brugnaro, sobre todo un 5,2% en Verona y un 4,4% en Padua, mientras que IaC ganó un 9,2% en Génova, un 8,5% en La Spezia, un 3,7% en Rieti, un 5,2% en L'Aquila y un 4,3% en Catanzaro.
A finales de junio de 2022 CI e IaC se escindieron formalmente tanto en la Cámara de Diputados como en el Senado.
En julio de 2022, se celebró una convención del partido en Roma, en la que participaron como invitados, entre otros, Mariastella Gelmini de Forza Italia, Carlo Calenda de Acción y Ettore Rosato de Italia Viva.

De cara a las elecciones generales de 2022, IaC formó primero una lista conjunta con Nosotros con Italia (NcI), y luego fue miembro fundador de Nosotros Moderados (NM), una lista conjunta más amplia dentro de la coalición de centro-derecha, junto con NcI, CI y la Unión de Centro (UdC).

## Composición
| Partidos | Partidos                  | Ideología principal     | Líderes               |
| -------- | ------------------------- | ----------------------- | --------------------- |
|          | ¡Cambiemos! (C!)          | Conservadurismo liberal | Giovanni Toti         |
|          | Identidad y Acción (IDeA) | Conservadurismo liberal | Gaetano Quagliariello |
|          | Ganamos Italia (VI)       | Conservadurismo liberal | Marco Marin           |

#### Antiguos miembros
| Partidos | Partidos                 | Ideología principal  | Líderes           |
| -------- | ------------------------ | -------------------- | ----------------- |
|          | Europeistas              | Liberalismo          | Raffaele Fantetti |
|          | nosotros De Centro (nDC) | Democracia Cristiana | Clemente Mastella |

## Resultados electorales

### Parlamento italiano
| Cámara de Diputados |                              |                              |         |               |
| Año de la elección  | Votos                        | %                            | Escaños | Líder         |
| 2022                | Dentro de Nosotros Moderados | Dentro de Nosotros Moderados | 2/400   | Giovanni Toti |

| Senado de la República |                              |                              |         |               |
| Año de la elección     | Votos                        | %                            | Escaños | Líder         |
| 2022                   | Dentro de Nosotros Moderados | Dentro de Nosotros Moderados | 0/200   | Giovanni Toti |